# Иодид гадолиния(III)
Иодид гадолиния(III) — неорганическое соединение, 
соль гадолиния и иодистоводородной кислоты с формулой GdI3,
светло-жёлтые кристаллы.

## Получение
- Реакция металла с иодом:

{\displaystyle {\mathsf {2Gd+3I_{2}\ {\xrightarrow {250-300^{o}C}}\ 2GdI_{3}}}}
- Реакция с иодидом ртути:

{\displaystyle {\mathsf {2Gd+3HgI_{2}\ {\xrightarrow {250-300^{o}C}}\ 2GdI_{3}+3Hg}}}

## Физические свойства
Иодид гадолиния(III) образует светло-жёлтые кристаллы.